# Lakeview (Oregon)

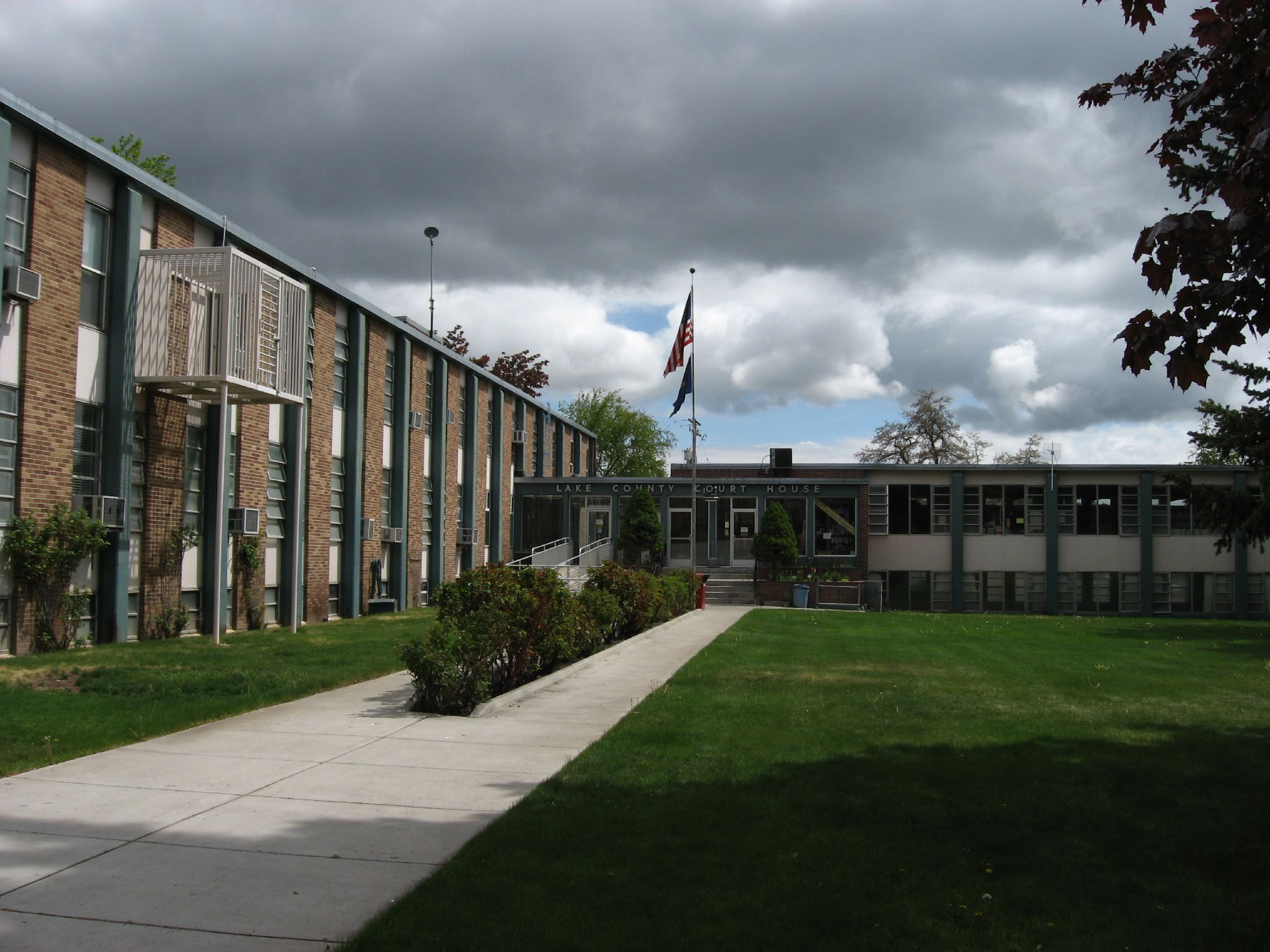
A megyei törvényszék 2008-ban

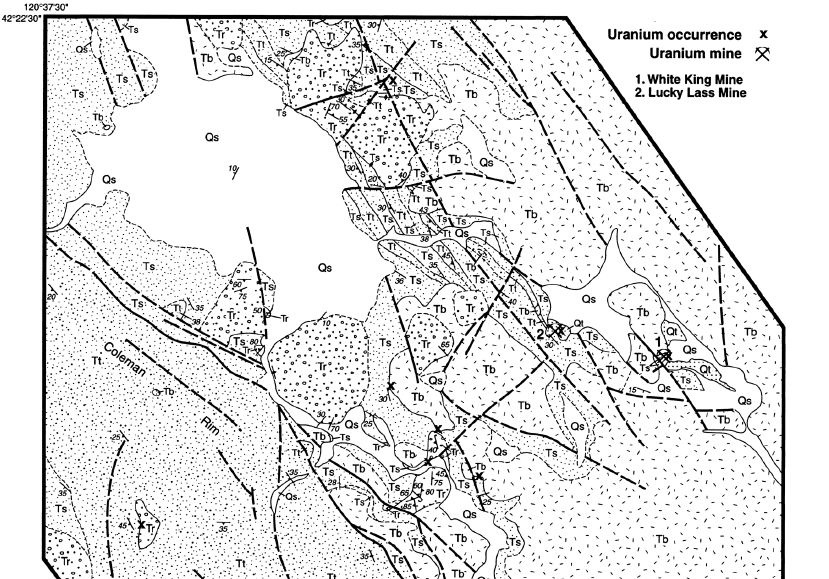
Földtani térkép

Lakeview az Amerikai Egyesült Államok északnyugati részén, Oregon állam Lake megyéjében, a Lúd-tavi-völgyben, a Warner-hegység lábánál, a magaslati száraz területek határán helyezkedik el, egyben a megye székhelye is. A 2010. évi népszámláláskor 2294 lakosa volt. A város területe 6,06 km², melyből 0,03 km² vízi.
A település 1464 méteres tengerszint feletti magasságával Oregon legmagasabban fekvő közössége.

## Történet
A településtől északra fekvő Paisley-barlangokban talált leletek alapján indiánok már 14 000 éve is élhettek itt. A Lúd-tavi-völgybe érkező első felfedezők idején a területet a shoshone indiánok lakták.
1827-ben Peter Skene Ogden a völgyben átvezetett egy, a Hudson's Bay Company munkásaiból álló csoportot, majd őket 1832-ben John Work és csapata követte; Work naplójában írt a várostól 3,2 km-re északra talált melegvizes forrásokról.
1867 és 1868 során George Crook tábornok vezetésével a hadsereg és a szövetséges, a Wasco- és Warm-völgyi indián csoportok sikeresen leverték a kelet-oregoni és észak-karolinai észak-paiute törzseket; a csata egy nagyobb háború hadművelete volt. Crook a mai településtől északkeletre található, 1874-ben megszüntetett Warner tábort használta utánpótlásra.
1869-ben a Lúd-tavi-völgy északi oldalán, a Bullard Canyon lábánál, a Bullard-pataknál telepedett le M. W. Bullard; a mai Lakeview az ő lakóhelye körül alakult ki. William Heryford először 1872-ben szállított marhát a településre, majd a mai területtől délre, a Tenbrook-farmon 1873-ban megalapították a postahivatalt is.
Lake megye 1874-ben vált ki Jackson és Wasco megyékből. Az ideiglenes megyeszékhely a mai Klamath Falls területén fekvő Linkville volt. 1876 júniusában választásokat írtak ki a végleges székhely kiválasztásához. A szavazás előtt W. M. Bullard a Lúd-tavi-völgyben, a Bullard-patak mentén 8,1 hektárnyi területet adományozott a leendő városházának. A választáson Bullard Creek 120, Linkville pedig 80 szavazatot kapott, viszont nem volt érvényes, mivel 384 voks kellett volna, ráadásul Bullard Creek végül alulmaradt, mivel sokan „Goose Valley”, „Goose Lake Valley”, „Bullard’s Ranch” vagy „Bullard’s Creek” nevet írtak a szavazólapra. Az eredmények miatt ugyanezen év novemberében új szavazást írtak ki; Lakeview helyének kijelöléséhez a völgy lakosainak nyilvános fórumot hívtak össze, akik végül a patak menti, Bullard által kijelölt helyre tették voksukat. A második választáson Lakeview-t hozták ki győztesnek; a várost a korábbi Linkville helyén alapították meg. Bullard átruházta az ígért földterületet, valamint további 120 hektárt adott el John A. Moonnak, aki a kapott helyen jelölte ki a várost helyét. A postahivatalt 1876. december 8-án alapították.
1900. május 22-én tűz tört ki; ugyan haláleset nem történt, de 64 épület megsemmisült. Mindössze két belvárosi kereskedelmi egység élte túl az esetet; a Lake County Examiner dolgozói viszont elég anyagot meg tudtak menteni ahhoz, hogy újságjuk másnap különszámmal jelenhessen meg. A település októberre majdnem teljesen újraépült, amely Bernard Daly tanácsainak és anyagi támogatásának volt köszönhető.
A szövetségi kormány 1906-ban jelölte ki a Lúd-tavi Erdővédelmi Terület helyét, melynek nevét ugyanebben az évben az 1843-ban a térségben mozgó John C. Fremont kapitány tiszteletére Fremont Nemzeti Erdővédelmi Területre változtatták. 1908-ban létrehozták a Fremont Nemzeti Erdőt, melynek kezelését ekkor az erdőügyi hatóság lakeview-i kirendeltsége végezte.

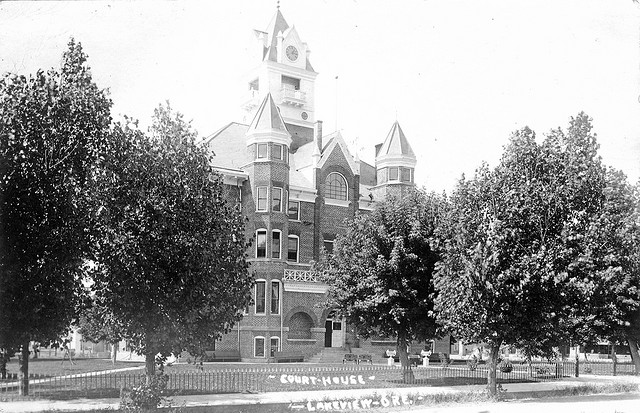
Az 1909-ben épült második törvényszék 1916-ban

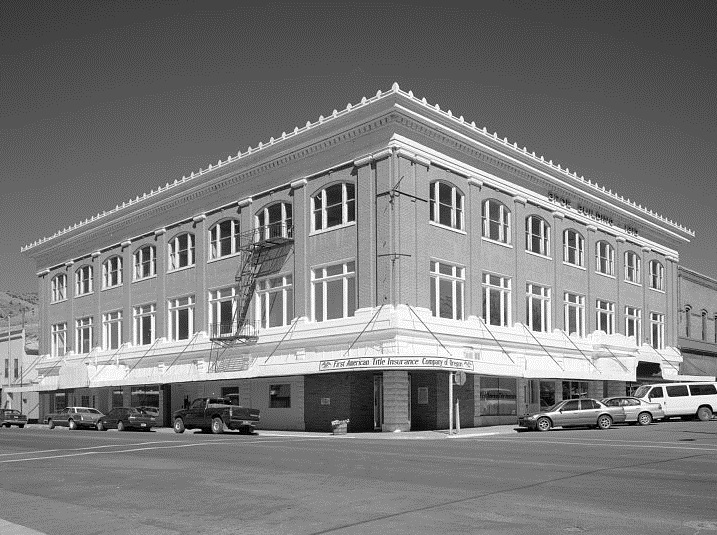
A Heryford Brothers Building 2001-ben

Az Oregon Valley Land Company 1909-ben aukciót hirdetett az Oregon Central Military Wagon Road 1865-ös és 1869-es kivitelezéséből visszamaradt földek kiutalására, amelyek között volt egy külterületi telek is; a lehetőséget az egész államban hirdették. Az aukció hírére több ezren jöttek a városba, számos személy pedig távolról vásárolt földet. A vállalat 14 000 parcellát értékesített, melyek területe körülbelül 140 000 hektár; a megvásárolt telkekre végül csak kevesen költöztek be. A bevételekből a megye új törvényszéket emelt; a téglaépület az 1876 óta üzemelő faépítményt volt hivatott leváltani.
1911-ben Lakeview és a nevadai Reno között kisvasutat létesítettek, amelyet 1927-ig a Nevada-California-Oregon Railway üzemeltetett; a vonalat eladták a Southern Pacific Railwaynek, akik azt normál nyomtávolságúra építették át. Ez utóbbinak köszönhetően számos fűrésztelep jött létre, ami a város gazdaságára pozitívan hatott.
1913-ban William P. Heryford bejelentette, hogy háromszintes bevásárlóközpontot épít; a Heryford Brothers Building megvalósítása 100 000 dollárba került. Elkészültekor ez volt Lakeview legnagyobb és egyben legmodernebb épülete; a háznak saját energia- és melegvíz-ellátása volt, valamint gőzfűtéssel, liftekkel, elektromos világítással és telefonokkal is felszerelték.
1940-ben a városban hét fűrészmalom üzemelt, melyek mindegyikét felszerelték a fák kiszárítását lehetővé tevő berendezésekkel, így egész évben üzemelhettek, egyben télen is munkahelyeket nyújtottak, ami a gazdasági stabilitást is növelte. Az üzemek száma a második világháború során csökkent: 1946-ra mindössze három maradt; ez évben a Fremont Nemzeti Erdőben már csak alig több, mint 9200 köbméternyi fát termeltek ki, de 1952-ben ez a szám már 192 ezerre nőtt. A növekedés kezelésére a helyi üzemeket bővítették és modernizálták; az 1950-es években ezek adták a bevételek több, mint felét.
Az 1950-es évek közepén számos kérelmet nyújtottak be urániumbányászatra, de az északi hegyi területeken végül csak két létesítmény (White King és Lucky Lass) kezdte meg működését. 1958-ban egy külterületi feldolgozót építettek, ami naponta 210 tonna ércet tudott feldolgozni. A helyszínen 50-en dolgoztak, valamint a két bánya további 120 embert alkalmazott. A feldolgozó 1961-ben zárt be.
1985-ben a Southern Pacific Railroad fel kívánt hagyni a helyi szárnyvonalának működtetésével, amit 1986 januárjában eladtak a megyei önkormányzatnak, akik a Great Western Railwaynek adták az üzemeltetési jogot. 1996-ban a vezetés saját kézbe vette az irányítást, a vasútvonalat pedig Lake County Railroadnak nevezték át, amit 2007-től a Modoc Northern Railroad bérel. 2009-ben a Frontier Rail vette át a pályát, amit Lake Railroadnak neveztek át.

## Éghajlat
Mivel Lakeview a Cascade-hegység szélvédett oldalán fekszik, éghajlata a Köppen-skála szerint sztyeppi nedves mediterrán. A nyarak Oregon nyugati részéhez képest melegebbek, ám az éjszakák mindig hűvösek, és ritkán júliusi éjjeleken is előfordulhatnak fagyok. Nyáron kevés csapadék hull, valamint a telek a tengerszint feletti magassághoz és a szélességi fokhoz képest enyhék, de sok hó is hullhat: 1993 januárjában a legnagyobb hótakaró 79 centiméter volt, a legtöbb hó pedig az ezen hónap 13-ig tartó időszakban esett (112 centi). Fagypont alatti hőmérséklet átlagosan az év 181, -5 °C alatti érték pedig az év 5 napján fordul elő. A leghidegebb 2013. december 8-án (-32,8 °C), a legmelegebb pedig 1905. augusztus 7-én (42,2 °C) volt.
Az átlagos csapadékmennyiség 1971 és 2000 között 393,4 mm volt. Az 1888 óta eltelt időszakban 1998-ban esett a legtöbb (612,9 mm), valamint 1924-ben a legkevesebb (178,6 mm) csapadék (ez utóbbi összesen kevesebb, mint az 1964 decemberi adat, amikor 227,6 milliméter hullt); ebbe az 52 centiméter hó is beletartozik. A leghavasabb hónap 1894 februárja volt (135 centi); az egy éven belüli legnagyobb mennyiség az 1893 júliusa és 1894 júniusa közötti legalább 3,42 méter volt (néhány napi adat hiányzik). Ezzel szemben a legkevesebb hó 1923 júliusa és 1924 júniusa között esett (39 centi).
| Hónap                         | Jan.  | Feb.  | Már.  | Ápr.  | Máj. | Jún. | Júl. | Aug. | Szep. | Okt.  | Nov.  | Dec.  | Év    |
| ----------------------------- | ----- | ----- | ----- | ----- | ---- | ---- | ---- | ---- | ----- | ----- | ----- | ----- | ----- |
| Rekord max. hőmérséklet (°C)  | 19,0  | 21,0  | 26,0  | 31,0  | 36,0 | 38,0 | 41,0 | 42,0 | 37,0  | 32,0  | 26,0  | 19,0  | 42,0  |
| Átlagos max. hőmérséklet (°C) | 3,2   | 5,6   | 8,8   | 13,2  | 18,1 | 23,3 | 28,8 | 28,4 | 23,9  | 17,1  | 7,6   | 3,7   | 15,2  |
| Átlaghőmérséklet (°C)         | −1,6  | 0,6   | 3,3   | 6,5   | 10,6 | 15,0 | 19,5 | 18,8 | 14,7  | 8,9   | 2,2   | −1,3  | 8,1   |
| Átlagos min. hőmérséklet (°C) | −6,3  | −4,4  | −2,3  | −0,2  | 3,1  | 6,7  | 10,2 | 9,1  | 5,4   | 0,6   | −3,3  | −6,3  | 1,1   |
| Rekord min. hőmérséklet (°C)  | −31,0 | −30,0 | −20,0 | −17,0 | −8,0 | −7,0 | −1,0 | −3,0 | −11,0 | −18,0 | −22,0 | −33,0 | −33,0 |
| Átl. csapadékmennyiség (mm)   | 48    | 43    | 43    | 33    | 37   | 25   | 12   | 11   | 20    | 26    | 47    | 48    | 393   |
| Forrás: The Weather Channel   |       |       |       |       |      |      |      |      |       |       |       |       |       |

## Népesség

### 2010
A 2010-es népszámláláskor a városnak 2294 lakója, 1034 háztartása és 632 családja volt. A népsűrűség 380,4 fő/km2. A lakóegységek száma 1212, sűrűségük 201 db/km2. A lakosok 91,3%-a fehér,  1,6%-a indián, 0,8%-a ázsiai, 0,1%-a a Csendes-óceáni szigetekről származik, 2,9%-a egyéb, 3,4%-a pedig kettő vagy több etnikumú. A spanyol vagy latino származásúak aránya 7,8% (6,1% mexikói,   1,7% egyéb spanyol vagy latino származású.)
A háztartások 27,5%-ában élt 18 évnél fiatalabb. 47,7% házas, 9,4% egyedülálló nő, 4,1% egyedülálló férfi, 38,9% pedig nem család. 35,4% egyedül élt; 15,6%-uk 65 éves vagy idősebb. Egy háztartásban átlagosan 2,18 személy élt; a családok átlagmérete 2,78 fő.
A medián életkor 43,9 év volt. A város lakóinak 21,8%-a 18 évesnél fiatalabb, 6,6% 18 és 24 év közötti, 23%-uk 25 és 44 év közötti, 28,3%-uk 45 és 64 év közötti, 20,2%-uk pedig 65 éves vagy idősebb. A lakosok 49,3%-a férfi, 50,7%-a pedig nő.

### 2000
A 2000-es népszámláláskor  a városnak 2474 lakója, 1037 háztartása és 695 családja volt. A népsűrűség 410,3 fő/km2. A lakóegységek száma 1220, sűrűségük 202,3 db/km2. A lakosok 91,47%-a fehér, 0,04%-a afroamerikai, 2,47%-a indián, 0,96%-a ázsiai, 0,16%-a a Csendes-óceáni szigetekről származik, 3,07%-a egyéb-, 1,86%-a pedig kettő vagy több etnikumú. A spanyol vagy latino származásúak aránya 5,86% (5,3% mexikói,   0,6% pedig egyéb spanyol/latino származású.)
A háztartások 29,1%-ában élt 18 évnél fiatalabb. 53,3% házas, 9,7% egyedülálló nő; 32,9% pedig nem család. 30,2% egyedül élt; 13,5%-uk 65 éves vagy idősebb. Egy háztartásban átlagosan 2,34 személy élt; a családok átlagmérete 2,85 fő.
A város lakóinak 25,4%-a 18 évesnél fiatalabb, 5% 18 és 24 év közötti, 24,1%-uk 25 és 44 év közötti, 25,9%-uk 45 és 64 év közötti, 15,6%-uk pedig 65 éves vagy idősebb. A medián életkor 43 év volt. Minden 100 nőre 94,2 férfi jut; a 18 évnél idősebb nőknél ez az arány 89,8.
A háztartások medián bevétele 30 960 amerikai dollár, ez az érték családoknál $38 953. A férfiak medián keresete $31 958, míg a nőké $22 198. A város egy főre jutó bevétele (PCI) $15 649. A családok 14,3%-a, a teljes népesség 15,3%-a élt létminimum alatt; a 18 év alattiaknál ez a szám 20,1%, a 65 évnél idősebbeknél pedig 13,3%.

## Infrastruktúra

### Oktatás

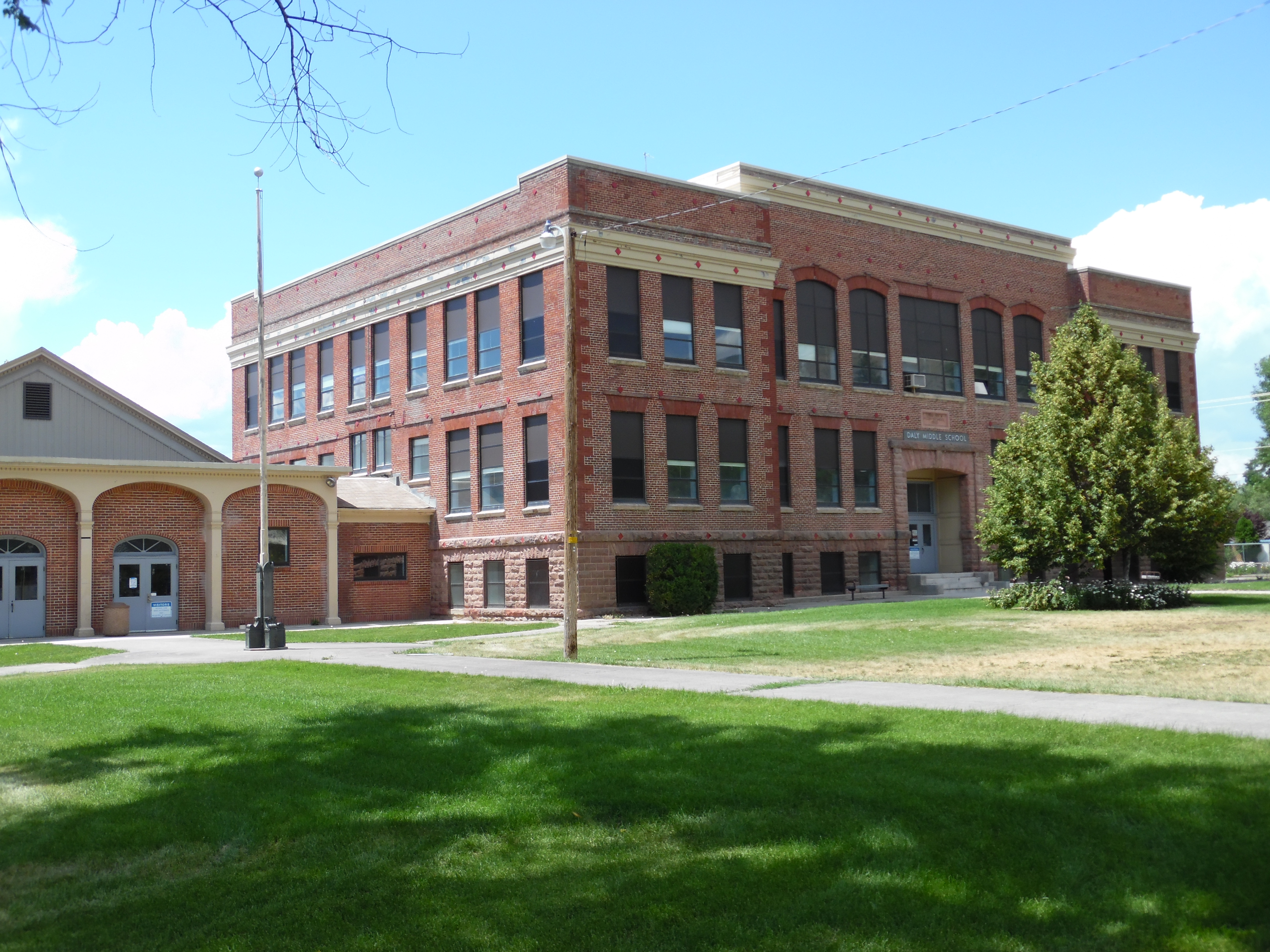
A Daly Middle School

A város egyetlen gimnáziuma, a négyosztályos Lakeview High School a Lakeview-i Iskolakerület alá tartozik; 2012-ben az intézménybe olvadt a hetedik- és nyolcadik osztályos nebulókat oktató Daly Middle School. A településen két általános iskola található, melyek egymással szemben helyezkednek el. A Fremont Elementary School óvodától 3. osztályig, míg a „fő” létesítménynek tekintett A.D. Hay Elementary School 4–6. osztály között fogad diákokat. 2013-ban a Daly Middle School korábbi épületébe a Klamath Közösségi Főiskola kutatóközpontja költözött, ezzel megszűnt az épületek közötti 160 km-es távolság.
A Bernard Daly telepes és orvos tiszteletére alapított Bernard Daly Educational Fund által több mint 1600-an tanulhattak tovább. Daly orvos, farmer, bankár és politikus volt, aki hírnevét az 1894 karácsonyán a nem messzi Silver Lakeben keletkezett tűznél tanúsított helytállásának köszönheti. A szakembert Ed O’Farrell értesítette, aki a 160 km-re lévő településről fagyközeli hőmérsékletben utazott ide; a menet 19 órán át tartott, mivel O’Farrell többször is lovat cserélt. Daly és sofőrje, William Duncan 13 óra elteltével, szekérháton érkeztek meg Silver Lake-be; a tűzben 43-an haltak meg, ami Oregon történelmének legtöbb halállal járó tűzesete.

### Közlekedés
A település a 140-es és 395-ös utakon fekszik; az Outback Scenic Byway utóbbi mentén szeli át a várost. Közúton a legközelebbi települések Klamath Falls 154 km-re nyugatra, Bend 282 km-re északnyugatra, Burns 224 km-re északkeletre, a nevadai Winnemucca 340 km-re délkeletre és a kaliforniai Alturas 87 km-re délre.
Lakeview-tól Alturas felé húzódik a megye tulajdonábban álló Lake (korábban Lake County) Railroad tehervasúti szárnyvonala, amelyet a Frontier Rail üzemeltet. A legközelebbi személyvonati állomás Klamath Fallsban található.
A Lake megyei repülőtér a belvárostól öt kilométerre délnyugatra fekszik, tulajdonosa Lake megye. A 405 hektáron elterülő létesítménynek egy darab, 1621 méteres futópályája van.

### Pihenés és kultúra

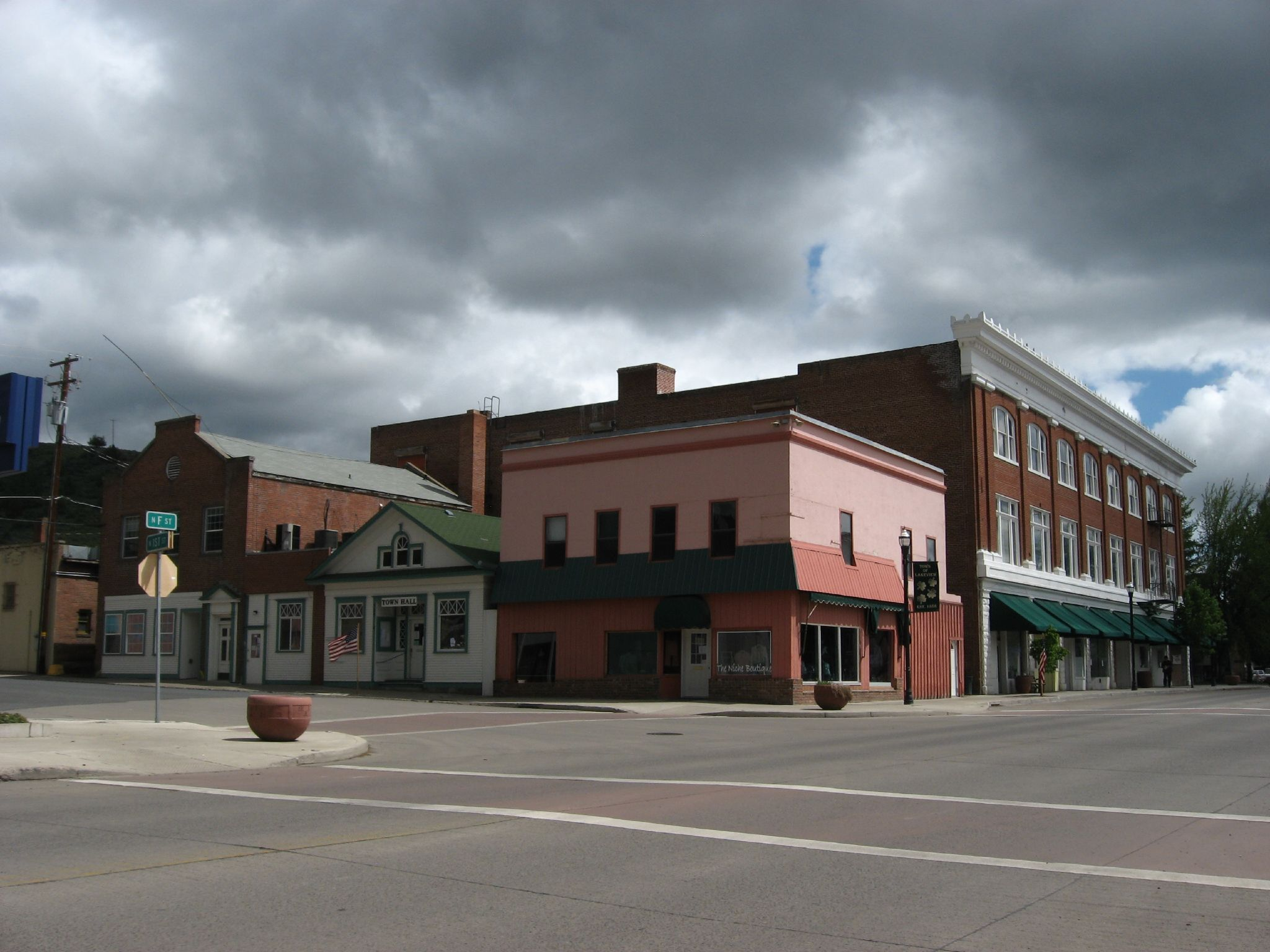
A belváros

A Fremont–Winema Nemzeti Erdő lakeview-i körzete nyaranta számos lehetőséget kínál: 22 ösvény vezet a hegyekbe, amelyek mind kerékpározásra, mind túrázásra alkalmasak; a környékbeli tavakban és patakokban horgászni is lehet, illetve számos helyen nyílik lehetőség kempingezésre és piknikezésre.
Télen a várostól 140 km-re északra, a 140-es út mellett fekvő Warner Canyon szórakoztatja az alpesi sí szerelmeseit, valamint sokan szeretik kipróbálni a motoros szánokat is.
Lakeview Észak-Amerika legjobb sárkányrepülős és siklóernyős helyeként ismert, 1991-ben elnyerte a „Nyugati part sárkányrepülős fővárosa” címet is. 1993-ban, 1999-ben, 2000-ben és 2008-ban a sárkányrepülés, 1998-ban és 2007-ben pedig a siklóernyőzés nemzeti bajnokságát rendezték itt. Az elmúlt húsz évben a városban rendezték az iparkamara és a helyi vállalkozások által finanszírozott „Sokadik Éves Szabadrepülési Fesztivált”, amely esemény az USA teljes területéről vonz érdeklődőket.
A közösség területén található a Vadász melegvizes forrásánál lévő Régi állandó-gejzír. A képződmény néha szeptember elsejétől október közepéig nyugalmi állapotban van, ami egyesek szerint a környező farmok vízgazdálkodása miatt van, míg mások szerint ezt a Warner-patak menti börtön fűtéséhez igénybe vett geotermikus források felhasználása okozza. Minden feltételezés ellenére az önkormányzat és az állami büntetés-végrehajtási hivatal elutasít minden vádat; ezek valódisága a bizonyítékok hiányában kétséges.

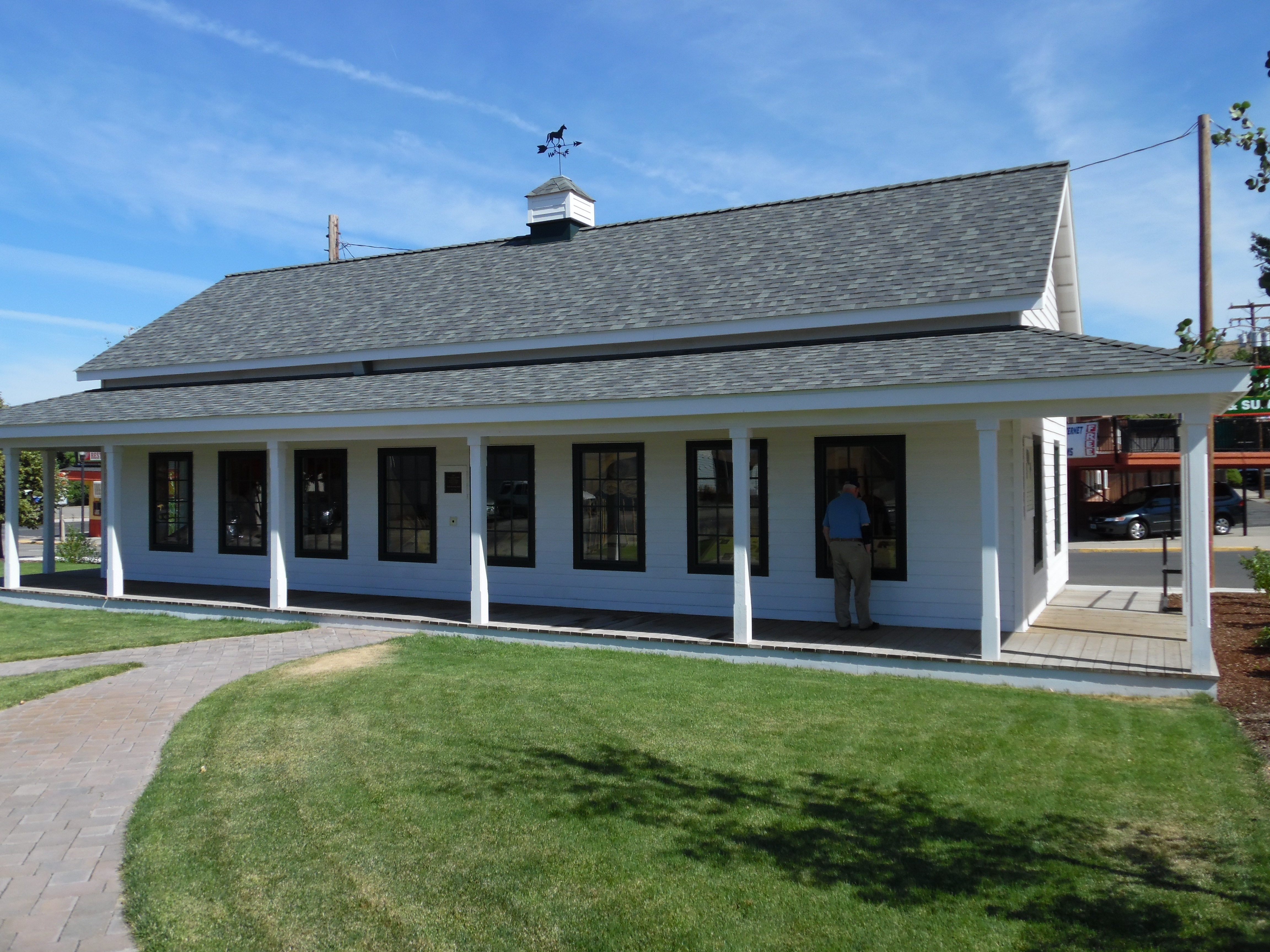
A MC Chuck-ház

A településen és környékén található egyéb látnivalók (a *-gal jelöltek szerepelnek a Történelmi Helyek Nemzeti Jegyzékében):
- Lake megyei Múzeum
- Schminck Emlékmúzeum
- MC Chuck-ház Nyugati Emlékmúzeum[52][53]
- A Nevada–California–Oregon Railway vasútállomása*
- Heryford Brothers Building*
- Post and King Szalon*
- Bailey and Massingill Vegyesbolt*
- Lake megyei vásártéri köristálló*[54]
- Fekete-csúcsi kilátó és sárkányrepülő-startpont
- Gearhart-hegyi Tájvédelmi Körzet[55]
- Abert-lejtő[56][57]
- Outback Scenic Byway[44]

## Gazdaság

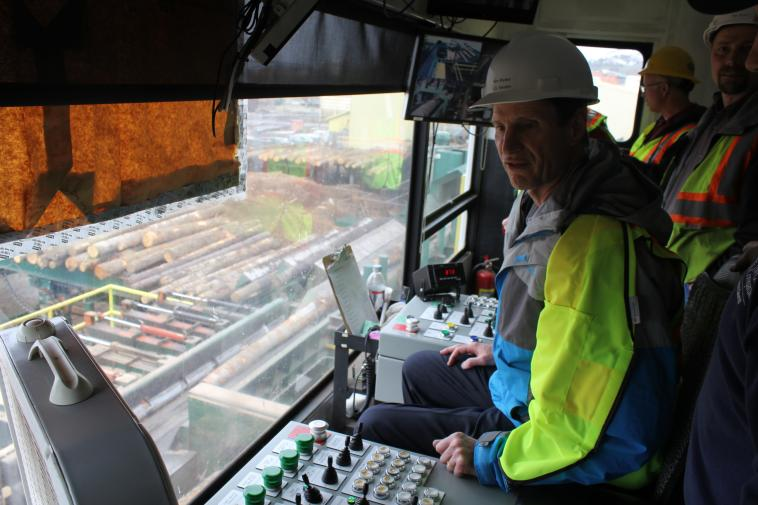
Fűrészgép működés közben

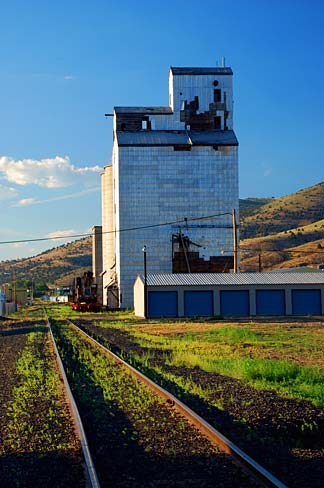
Terménylift

A helyi gazdaság főként a mezőgazdaságra, a faiparra és a politikára épül; fontos a marhatenyésztés és a széna előállítása, valamint a Fremont–Winema Nemzeti Erdőből kitermelt faanyag. Mivel mind a mezőgazdaság, mind a faipar termelékenysége függ az időjárástól, ezért a Földművelésügyi Hivatal és egyéb ügynökségek is segítenek a gazdaság fenntartásában. A környéken egyre növekvő számú kikapcsolódási lehetőségnek köszönhetően a turizmus egyre nagyobb méreteket ölt.
A település lakosainak jelentős része szövetségi vagy állami szervezeteknél és a mezőgazdaságban dolgozik; az előbbi kettő ágazaton kívül a településen számos iskola, egy kórház, egy perlitbánya és egy fűrésztelep is található; a 2012-es adatok alapján a dolgozók 18%-a az egészségügyben, 17%-uk a közszolgáltatói szektorban, 10%-uk a mezőgazdaságban vagy a faiparban, 9%-uk a gyártásiparban, 9%-uk a kiskereskedelemben, 7%-uk kétkezi munkakörben, 6%-uk pedig a közlekedésben helyezkedett el.
2002-ben összevonták a Fremont- és Winema Nemzeti Erdőket; a közös székhely Lakeview lett, valamint itt alakult meg az erdőfelügyelet, illetve itt található a Földművelésügyi Minisztérium helyi kirendeltsége is. A felsoroltakon kívül a városban üzemel egy összevont tűzoltóság is, amelyet az erdővédelmi-, hal- és vadmédelmi és a nemzeti parkokért felelős hatóságok, az Oregoni Erdővédelmi Hivatal valamint a Földművelésügyi Minisztérium tartanak fent.
Lakeview-tól 6 km-re északnyugatra található a 2005-ben megnyílt, alacsony biztonsági fokozatú Warner-pataki Javítóintézet, amely 100 fős személyzet mellett 400 rabot szállásol el. Az intézmény megnyitását számos megyei lakos ellenezte.
A turizmus élinkítése érdekében a település a „Tallest Town in Oregon” („Oregon legmagasabban fekvő városa”) mottót választotta, mivel a közösség 1464 méter magasan fekszik. A környék számos lehetőséget kínál: horgászat, madárles, kemping, sárkányrepülőzés, siklóernyőzés, hegymászás, régészet és túrázás.
1999 óta a megye és Lakeview adókedvezményeket nyújt a helyben megtelepedő, megújuló energiával foglalkozó cégeknek; a legnagyobb ilyen beruházás az Iberdrola Renewables által tervezett, a fűrésztelepek és az erdészet melléktermékeit energiává alakító 26,8 megawattos biomassza-erőműve.

## Nevezetes személyek
- Arthur D. Hay – esküdt[69]
- Bernard Daly – orvos, üzletember és politikus[43]
- Burt K. Snyder – polgármester, törvényhozó és üzletember[70]
- Charles A. Cogswell – telepes, ügyvéd és politikus[71]
- Chuck Mawhinney – a haditengerészet mesterlövésze[72]
- Cobina Wright – színésznő és operaénekes[73]
- George W. Joseph – ügyvéd és politikus[74]
- Jean Saubert – olimpikon síelő[75]
- Jim Rooker – kosárlabda-játékos[76]
- Kayte Christensen – sportkommentátor, korábbi kosárlabda-játékos[77]
- Liz VanLeeuwen – újságíró és képviselő[78]
- Mark W. Bullard – telepes, aki földadományával hozzájárult a település létrejöttéhez[79]
- Marty Lees – kosárlabdaedző[80]
- Reub Long – farmer és író[81]
- Stephen P. Moss – farmer és törvényhozó[82]
- W. Lair Thompson – ügyvéd és politikus[83]
- Warner B. Snider – törvényhozó, megyei megbízott, seriff és farmer[84]

## Fordítás
Ez a szócikk részben vagy egészben  a   Lakeview, Oregon című angol Wikipédia-szócikk ezen változatának fordításán alapul.  Az eredeti cikk szerkesztőit annak laptörténete sorolja fel. Ez a jelzés csupán a megfogalmazás eredetét és a szerzői jogokat jelzi, nem szolgál a cikkben szereplő információk forrásmegjelöléseként.